# 四孔蛇鰻
四孔蛇鰻，為輻鰭魚綱鰻鱺目糯鰻亞目蛇鰻科的其中一種，分布於東太平洋區，從哥斯大黎加至厄瓜多海域，棲息深度700-1000公尺，體長可達55.6公分，棲息在底層水域，屬肉食性，生活習性不明。

## 擴展閱讀
維基物種上的相關：四孔蛇鰻